# Louis Marot
 (février 2012).
Pour les articles homonymes, voir Marot.
Louis Marot, pilote réal des galères de France, a publié la Relation de quelques avantures maritimes, un in-4o imprimé en 1673 à Paris chez Gervais Clouzier à la suite des Beautez de la Perse d’André Daulier Deslandes. La page de titre ne porte que les initiales de l'auteur : L.M.P.R.D.G.D.F. [Louis Marot, pilote réal des galères de France].

### Sources
- « Louis Marot », dans Louis-Gabriel Michaud, Biographie universelle ancienne et moderne : histoire par ordre alphabétique de la vie publique et privée de tous les hommes avec la collaboration de plus de 300 savants et littérateurs français ou étrangers, 2e édition, 1843-1865 [détail de l’édition]